# Vicia pubescens
Vicia pubescens är en ärtväxtart som först beskrevs av Dc., och fick sitt nu gällande namn av Heinrich Friedrich Link. Vicia pubescens ingår i släktet vickrar, och familjen ärtväxter. Inga underarter finns listade i Catalogue of Life.